# 伸学工房
株式会社伸学工房（しんがくこうぼう）は、神奈川県の公立高校入試の模擬試験である『神奈川全県模試』の運営、テスト処理代行、入試関連の出版物を制作・印刷・販売する企業である。

## 沿革
- 1994年　神奈川全県模試スタート。
- 2001年　株式会社伸学工房設立（株式会社エドベックDSP事業部より独立）
- 2012年　神奈川全県独自入試対策模試スタート。
- 2014年　小学ぜんけん模試スタート。
- 2019年　中萬学院がさなる傘下に入ることに伴い、中萬学院傘下を離れる。
- 2022年　大樹生命上大岡ビル8Fから9Fへ事務所移転

## 神奈川全県模試
神奈川県内の大学や高等学校、専門学校などを会場に行われる学力判定・志望校判定テスト。神奈川県を中心とした合格判定に対応しているほか、学習到達度評価を行う。

## 特色検査対策模試
神奈川県公立高校入試において記述式特色検査を実施した高校に対応した模試。神奈川全県模試（5教科）が行われた後に実施される。